# Сучиво
Сучѝво (на италиански: Succivo) е градче и община в Южна Италия, провинция Казерта, регион Кампания. Разположено е на 35 m надморска височина. Населението на общината е 8040 души (към 2010 г.).